# Stig Nordhagen
Stig Nordhagen (Gjøvik, 4 september 1966) is een Noors componist, muziekpedagoog en klarinettist.

## Levensloop
Nordhagen groeide in zijn geboortestad op. Op achtjarige leeftijd begon hij klarinet te spelen in het Hjembyens skolekorps (school-harmonieorkest). Later bezocht hij de muziekschool en kreeg lessen van Richard Kjelstrup. Hij studeerde een jaar aan de Toneheim Folkehøgskole en vervolgens aan de Norges Musikkhøgskole te Oslo. Het volgden twee jaar studie bij Walter Boeykens aan het Rotterdams Conservatorium. Verdere docenten waren Anthony Pay en Alain Damiens. 
In 1994 werd hij als klarinettist lid van het Forsvarets Distriktsmusikkorps Sørlandet ("Divisjonsmusikken"). In 2003 solliciteerde hij bij het Kristiansand Symfoniorkester en werd aldaar als soloklarinettist aangenomen. 
Naast zijn werkzaamheden als klarinettist is hij vanaf 1994 bezig als docent voor klarinet en muziektheorie aan de Universitetet i Agder (UiA), maar ook als freelance componist en arrangeur. Hij is lid van de "Norsk Komponistforening (Noorse componistenfederatie)".

## Composities

### Werken voor orkest
- 2001-2002 Everything Must Change, voor orkest - première: 23 oktober 2002, Norsk Rikskringkasting (NRK), door het Stavanger Symfoniorkester

### Werken voor harmonieorkest of brassband
- 1989 Konsertouverture, voor harmonieorkest en orgel
- 1989 Capriccio for symfonisk korps, voor harmonieorkest en orgel
- 1996-1997 Concert, voor eufonium en harmonieorkest
- 1998 Buile, voor slagwerktrio solo en harmonieorkest
- 2001 Dance of the Braves, voor harmonieorkest
- 2003 Signals, voor brassband
- 2005 Variasjoner over en folketone fra Valdres, voor harmonieorkest
- 2006 Ascending, voor brassband - première: 10 februari 2007, Bergen, Grieghallen, door Tertnes Brass, o.l.v. Bjørn Breistein
- 2007 Lontano, voor altsaxofoon, tenorsaxofoon (solo) en harmonieorkest
- 2007 Norske krigsseileres honnørmarsj, voor harmonieorkest
- 2008 Symfonie nr. 1 - Solitude Standing, voor harmonieorkest - première: 28 maart 2009, Trondheim, Olavshallen, Musikkforeningen Nidarholm Trondheim, o.l.v. Espen Andersen
- Chants de Thule : Slåtter og stev fra Tranestien, voor harmonieorkest

### Kamermuziek
- 1987 Divertimento for 4 klarinetter : Klarinett kvartett nr. 2, voor 3 klarinetten en basklarinet
- 1987 Konsertino for 12 treblåsere, voor 3 dwarsfluiten, 3 hobo's, 3 klarinetten, 2 fagotten en contrafagot
- 1989 Musikk for tuba-kvartett, voor 2 eufonium en 2 tuba's 
  1. Giocoso
  2. Nocturne
  3. Tema med variasjoner
  4. Finale
- 1990 Overtyre for ti messingblåsere, voor koperensemble (4 trompetten, hoorn, 3 trombones, bastrombone, tuba)
- 1991 Equilibrium, voor tuba en 2 slagwerkers
- 1992 5 satser, voor strijkkwartet
- 1992 Episodes, fantasie voor klarinet en piano
- 1994 Quartet, voor dwarsfluit, viool, altviool en cello
- 2002 Hallingfantasy, voor drie fagotten
- 2002 Opening, voor klarinettenkoor (5 klarinetten, altklarinet, basklarinet, 2 contrabasklarinetten)
- 2004 Divertimento, voor eufonium en piano
- 2004 Macchia nera di polvere, voor trombone en orgel
- 2004 Skjærgaardsvariasjoner : Variasjoner over "Jeg heiser mine seil", voor klarinet, hoorn en fagot
- 2005 Bryllupsmusikk (Huwelijksmuziek), voor 2 trompetten, 2 trombones en orgel
- 2006 Fanfare and Ascending, voor tien koperblazers (4 trompetten, hoorn, 3 trombones, bastrombone en tuba)

### Werken voor slagwerk
- 1998-1999 Two Minutes for Marimba